# Jaafar (roi de Malaisie)
Jaafar ibni Almarhum Tuanku Abdul Rahman né le 19 juillet 1922 à Kelang et mort le 27 décembre 2008 à Seremban, est le dixième roi de Malaisie (Yang di-Pertuan Agong), du 26 avril 1994 au 25 avril 1999 et le quatrième sultan de Negeri Sembilan (Yang di-Pertuan Besar).